# One Spring Day
One Spring Day è il secondo album in studio della boy band sudcoreana 2AM, pubblicato nel 2013.

## Tracce
1. Spring – 1:15
2. Reading You (너를 읽어보다?, neoleul ilg-eobodaLR) – 3:30
3. Consolation (위로?, wiloLR) – 4:26
4. One Spring Day (어느 봄날?, eoneu bomnalLR) – 3:56
5. Sunshine – 3:44
6. Back Then (그때?, geuttaeLR) – 3:22
7. Forgetting You (그대를 잊고?,  geudaeleul ijgoLR) – 3:48
8. Coming To Me (내게로 온다?, naegelo ondaLR) – 3:48
9. One Spring Day (inst.) – 3:56